# Spettroscopia a risonanza magnetica nucleare di proteine
La spettroscopia a risonanza magnetica nucleare di proteine (di solito abbreviata in NMR di proteine) è un campo della biologia strutturale nel quale la spettroscopia NMR è di solito usata per ottenere informazioni sulla struttura e le dinamiche delle proteine.

Uno dei pionieri di questo campo di studio è stato, tra gli altri, Kurt Wüthrich, che ha ricevuto il Premio Nobel nel 2002. Le tecniche di NMR di proteine sono continuamente usate e migliorate sia nell'industria biotecnologica che in ambito accademico.